# كيندال إدواردز
كيندال إدواردز (بالإنجليزية: Kendall Edwards)‏ هو لاعب كرة قدم أمريكي في مركز الدفاع، ولد في 18 فبراير 2001 في أبرشية سانت كاترين في جامايكا. لعب مع اتلانتا يونايتد 2.